# Кехлибар
Кехлиба̀р (От персийски, през турски - kehlibar), или я̀нтар (от руски език), или а̀мбър / а̀мбер (от английски - но първоначално под сходна дума, идваща от арабската анбар/амбар се е разбирала кашалотова мас, амбра), е вкаменена смола от праисторически иглолистни дървета (между 1 милион и 120 милиона години). Често има изгладена форма в резултат на влиянието оказвано му от морските вълни или течението на речната вода в зоните на добива му, но може и да се изкопава изпод земята.
Давани са му редица поетични имена като „сълзите на морето“ и „дар от Слънцето“, отразяващи в някаква степен и митологичните обяснения, давани за произхода му (например, че се е появил в резултат на катастрофата, сполетяла света в резултат на злополучния полет на Фаетон). Същевременно още в Древността (у Никий и Плиний Стари) се срещат научни обяснения за образуването му сходни със съвременното.

## Разпространение
Образуван е, чрез постепенно полимеризиране и втвърдяване, през терциера, главно по бреговете на Балтийско море. Залежите в Калининградска област вероятно представляват поне 90% от световните. Янтарът се среща също така на остров Сицилия (наричан симетит), в Румъния (румънит), в Мианмар (бирмит, по другото име на страната - Бирма), в Канада, в някои райони на Атлантическото (Източното) крайбрежие на САЩ, Доминиканската република, в Украйна и в незначителни количества по крайбрежието на прибалтийските страни (Литва, Латвия и Естония).

## Приложение
Древните римляни са смятали кехлибара за лечебен и под формата на прах са го включвали в различни питиета. Още в Древна Сирия (според Плиний Стари) кехлибарът се е използвал, заради електростатическите си качества, за производството на шпиндели (пръстеновидни елементи, поддържащи скоростта на навиване на влакната) за вретена. През вековете се е ползвал за производството на много други предмети, като статуи, лули, очила, гребени, броеници.
През Средновековието е сред основните стоки, включени в търговския обмен организиран от викингите, а впоследствие монопол над неговия добив в Европа добиват северните кръстоносни ордени.
В съвременността се ползва като електроизолационен материал и в производството на лакове, а добиваната, чрез дестилацията му янтарна киселина (кехлибарен спирт) има приложение, като хранителна добавка и в химическата промишленост (например в производството на някои полимери).
Популярен е в бижутерията, като скъпоценен камък. Представлява аморфен полимер и не образува кристали. Цветът му обикновено е от жълт (откъдето идва и изразът "жълто като кехлибар") до червен, често с включения от растителни частици, насекоми и други, което увеличава цената му, но съществува и син кехлибар. В парфюмерията натуралният комплекс от кехлибар осигурява дълготрайност и пълнота в ароматното качеството на композицията. Ароматният кехлибар създава много опиянителна екзотична чувственост на парфюма.